# Trebuchet MS
Trebuchet MS — гуманистический гротеск, разработанный Винсентом Коннаром в 1996-м году для компании Microsoft. Название шрифта родилось, когда Винсент услышал в штаб-квартире Microsoft задачу для новых сотрудников: «Возможно ли создать требушет, который сможет отправить человека из главного кампуса в новый, на расстояние мили? С точки зрения математики возможно ли это, и как?»: «думаю, это — отличное название шрифта, который будет посылать слова через интернет». Trebuchet MS использовался в заголовках окна в Windows XP, вместо использовавшегося ранее шрифта MS Sans Serif. Входил в пакет Core fonts for the Web, благодаря чему часто использовался в качестве основного шрифта веб-страниц.

## Особенности шрифта
В 2011 году во время интервью Коннар сказал, что его «вдохновил шрифт американских дорожных знаков и шрифты без засечек, такие, как Akzidenz Grotesk и Alternate Gothic». На форуме Typophile в 2005 году, а также в собственной статье, написанной в 1997-м, он отмечал, что хотел разработать шрифт, который бы хорошо отображался на экране, но значительно отличался по текстуре от Верданы. Основные особенности шрифта:
- ноги заглавной буквы «M» с развалом около 10° от вертикали, похожие на такие у сжатой версии шрифта Футура;
- боковой хвостик у «Q»;
- низкая перекладина у «A»;
- короткие нижние хвостики у буквы «e» и цифр «6» и «9»;
- незаконченная петля у буквы «g»;
- круглые, в отличие от Верданы, точки у «i» и «j»;
- буква «l» с хвостом (в отличие от прямой у Верданы);
- символ «$» с прерванной линией;
- архаичная форма символа «&», напоминающая о его происхождении от лигатуры Et;
- большая круглая точка у восклицательного знака (!);
- впервые в экранном шрифте от Microsoft появился настоящий курсив, в отличие от предыдущих шрифтов, имеющих вместо курсива наклонное начертание;
- полужирное начертание также имело отличия, к примеру — более прямые хвосты у букв «a» и «l»;
- практически неразличимые дефис и короткое тире[3];
- вертикальная черта у греческой буквы «Ξ», из-за которой она напоминает финикийскую букву самех, от которой она произошла.